# Festival du film de Sundance 2011
Le Festival du film de Sundance 2011, 27e édition du festival (27th Sundance Film Festival) organisé par le Sundance Institute, s'est déroulé du 20 au 30 janvier 2011.

## Jurys
| U.S. Documentary Jury - Jeffrey Blitz - Matt Groening - Laura Poitras - Jess Search - Sloane Klevin U.S. Dramatic Jury - America Ferrera - Todd McCarthy - Tim Orr - Kimberly Peirce - Jason Reitman | World Documentary Jury - José Padilha - Mette Hoffmann Meyer - Lucy Walker World Dramatic Jury - Susanne Bier - Bong Joon-ho - Rajendra Roy | Alfred P. Sloan Jury - Jon Amiel - Paula Apsel - Sean M. Carroll - Clark Gregg Short Film Jury - Barry Jenkins - Kim Morgan - Sara Bernstein |

## Sélection
Note : les titres indiqués ci-dessous sont ceux du site officiel du festival. Il peut s'agir du titre définitif, anglophone ou international.

### En compétition

#### U.S. Documentary Competition
- Beats, Rhymes and Life: The Travels of a Tribe Called Quest de Michael Rapaport
- Being Elmo: A Puppeteer's Journey (en) de Constance Marks
- Buck de Cindy Meehl (en)
- Connected: An Autoblogography about Love, Death and Technology (en) de Tiffany Shlain (en)
- Crime After Crime (en) de Yoav Potash (en)
- Hot Coffee (en) de Susan Saladoff
- How to Die in Oregon (en) de Peter Richardson (en)
- If a Tree Falls: A Story of the Earth Liberation Front de Sam Cullman (en) et Marshall Curry (en)
- Miss Representation (en) de Jennifer Siebel
- À la une du New York Times (Page One: A Year Inside the New York Times) d'Andrew Rossi
- Resurrect Dead: The Mystery of the Toynbee Tiles de Jon Foy
- Sing Your Song (en) de Susanne Rostock
- The Last Mountain de Bill Haney
- The Redemption of General Butt Naked de Daniele Anastasion et Eric Strauss
- Troubadours de Morgan Neville (en)
- We Were Here de Bill Weber (en) et David Weissman (en)

#### U.S. Dramatic Competition
- Another Earth de Mike Cahill
- Another Happy Day de Sam Levinson
- Le jour où je l'ai rencontrée (The Art of Getting By) de Gavin Wiesen (de)
- All She Can d'Amy Wendel
- En secret (Circumstance) de Maryam Keshavarz  Iran
- Gun Hill Road (en) de Rashaad Ernesto Green
- Here de Braden King
- Higher Ground de Vera Farmiga
- À la folie (Like Crazy) de Drake Doremus
- Little Birds (en) d'Elgin James (en)
- Martha Marcy May Marlene de Sean Durkin
- On the Ice (en) d'Andrew Okpeaha MacLean
- Pariah de Dee Rees
- Take Shelter de Jeff Nichols
- Terri (en) d'Azazel Jacobs
- Au bord du gouffre de Matthew Chapman

#### World Cinema Documentary Competition
- An African Election de Kevin Merz et Jarreth Merz (de)  Suisse  États-Unis
- Family Portrait in Black and White de Julia Ivanova  Canada
- Hell and Back Again de Danfung Dennis (en)  Royaume-Uni  États-Unis
- Knuckle (en) de Ian Palmer  Irlande  Royaume-Uni
- Position Among The Stars (en) de Leonard Retel Helmrich  Pays-Bas
- Le Projet Nim (Project Nim) de James Marsh  Royaume-Uni
- Senna d'Asif Kapadia  Royaume-Uni
- Shut Up Little Man! An Audio Misadventure de Matthew Bate  Australie
- The Black Power Mixtape de Göran Olsson  Suède  États-Unis
- The Bengali Detective de Philip Cox  Inde  Royaume-Uni  États-Unis
- The Flaw de David Sington  Royaume-Uni

#### World Cinema Dramatic Competition
- Aburakurasu no matsuri de Naoki Katô  Japon
- Asalto al cine (es) d'Iria Gómez Concheiro (it)  Mexique
- Boker Tov Adon Fidelman de Yossi Madmoni  Israël
- Boleto al paraíso (es) de Gerardo Chijona (es)  Cuba  Espagne  Venezuela
- Happy Happy (Sykt lykkelig) d'Anne Sewitsky (no)  Norvège
- I baci mai dati (it) de Roberta Torre  Italie
- L'Irlandais (The Guard) de John Michael McDonagh  Irlande
- Kinyarwanda (en) d'Alrick Brown  Rwanda  États-Unis
- Mad Bastards (en) de Brendan Fletcher  Australie
- Quelques jours de répit d'Amor Hakkar  Algérie  France
- Todos tus muertos de Carlos Moreno  Colombie
- Tyrannosaur de Paddy Considine  Royaume-Uni
- Vampire d'Shunji Iwai  Canada  États-Unis
- Le Vendeur de Sébastien Pilote  Canada

#### Shorts Competition
Sauf mention contraire, tous les films ci-dessous sont  américains.
1. 1989 (When I was 5 years old) de Thor Ochsner  Danemark
2. 8Bits de Valere Amirault, Jean Delauney, Sarah Laufer et Benjamin Mattern  France
3. ?E?ANX (The Cave) de Helen Haig-Brown  Canada
4. After You Left de Jef Taylor
5. All Flowers in Time de Jonathan Caouette  Canada  États-Unis
6. Andy and Zach de Nick Paley
7. Anne Truitt, Working  de Jem Cohen (en)
8. Animals Distract Me de Isabella Rossellini
9. Awol de Deb Shoval
10. Baby de Daniel Mulloy  Royaume-Uni
11. Babyland de Marc Fratello
12. Bike Race de Tom Schroeder
13. Blokes de Marialy Rivas  Chili
14. Brick Novax—Part 1 de Matt Piedmont
15. Brick Novax—Part 2 de Matt Piedmont
16. Choke de Michelle Latimer  Canada
17. Cinderela de Magali Magistry  Brésil  France
18. Close de Tahir Jetter
19. Crazy Beats Strong Every Time de Moon Molson
20. Deeper Than Yesterday de Ariel Kleiman  Australie
21. Das Racist "Who's That? Brooown!" de Thomas De Napoli
22. Diarchy de Ferdinando Cito Filomarino  Italie
23. Ebony Society de Tammy Davis  Nouvelle-Zélande
24. Ex-Sex de Michael Mohan
25. Excuse Me de Duncan Birmingham
26. Fight for Your Right Revisited de Adam Yauch
27. Forever's Gonna Start Tonight de Eliza Hittman
28. Grandpa's Wet Dream de Chihiro Amemiya  Japon  États-Unis
29. I'm Having a Difficult Time Killing My Parents de Jeff Tomsic
30. Incident by a Bank de Ruben Östlund  Suède
31. Jupiter Elicius de Kelly Sears
32. Little Brother de Callum Cooper  Royaume-Uni
33. Living for 32 de Kevin Breslin
34. Love Birds de Brian Lye  République tchèque
35. Love & Theft de Andreas Hykade  Allemagne
36. Marcel the Shell with Shoes On de Dean Fleischer-Camp
37. Negativipe  de Matthew Rankin  Canada
38. On the Way to the Sea de Tao Gu  Canada  Chine
39. Out of Reach de Jakub Stozek  Pologne
40. oops de Chris Beckman
41. Pandemic 41.410806, -75.654259 de Lance Weiler
42. Pioneer de David Lowery
43. Protoparticles de Chema García Ibarra  Espagne
44. Red Shirley de Lou Reed
45. Redemption de Katie Wolfe  Nouvelle-Zélande
46. Satan Since 2003 de Carlos Puga
47. Sasquatch Birth Journal 2 de David Zellner et Nathan Zellner
48. sexting de Neil LaBute
49. Shikasha de Isamu Hirabayashi  Japon
50. Skateistan: To Live and Skate Kabul de Orlando von Einsiedel  Royaume-Uni
51. Small Change de Cathy Brady (en)  Irlande
52. Something Left, Something Taken de Ru Kuwahata
53. Spring de Hong Khaou
54. Stones de Ty Sanga
55. Storm de Cesar Cabral  Brésil
56. Stardust de Nicolas Provost  Belgique
57. Stopover de Ioana Uricaru  Roumanie
58. The Barber of Birmingham:  Foot Soldier of the Civil Rights Movement de Gail Dolgin et Robin Fryday
59. The Eagleman Stag de Mikey Please  Royaume-Uni
60. The External World de David OReilly  Allemagne  Irlande
61. The Greatness de Yi Zhou  Chine
62. The High Level Bridge de Trevor Anderson  Canada
63. The Hunter and the Swan Discuss Their Meeting de Emily Carmichael
64. The Legend of Beaver Dam de Jérôme Sable  Canada
65. The Majestic Plastic Bag de Jeremy Konner
66. The Pact de Nicholas McCarthy
67. The Rocket Boy de Donavan Seschillie
68. The Terrys de Tim Heidecker
69. The Strange Ones de Christopher Radcliff et Lauren Wolkstein
70. The Wind Is Blowing on My Street de Saba Riazi  Iran
71. This Is Not a Suit de Jon Clements et Adrien Sauvage  Royaume-Uni
72. Tord and Tord de Niki Lindroth von Bahr  Suède
73. Triumph of the Wild de Martha Colburn
74. Tussilago de Jonas Odell  Suède
75. Tornado de Francis Alÿs de Smedt  Mexique
76. Venus de Jessica Oreck
77. Wapawekka de Danis Goulet  Canada
78. We're Leaving de Zachary Treitz
79. Worst Enemy de Lake Bell
80. Yearbook de Carter Smith
81. Xemoland de Daniel Cardenas
82. Yelp (With Apologies to Allen Ginsberg's "Howl") de Tiffany Shlain

### Hors compétition

#### Premieres
- Bienvenue à Cedar Rapids (Cedar Rapids) de Miguel Arteta  États-Unis
- The Details de Jacob Aaron Estes  États-Unis
- The Devil's Double de Lee Tamahori  Belgique
- The Future de Miranda July  Allemagne  États-Unis
- Hold-Up (Flypaper) de Rob Minkoff  États-Unis
- I Melt with You (en) de Mark Pellington  Canada  États-Unis
- Margin Call de J. C. Chandor  États-Unis
- The Music Never Stopped (en) de Jim Kohlberg  États-Unis
- Our Idiot Brother (My Idiot Brother)' de Jesse Peretz  États-Unis
- Perfect Sense de David Mackenzie  Royaume-Uni
- Red State de Kevin Smith  États-Unis
- Salvation Boulevard de George Ratliff  États-Unis
- Super Cash Me de Morgan Spurlock  États-Unis
- Thin Ice (en) de Jill Sprecher  États-Unis
- Un jour dans la vie (Life in a Day) de Kevin Macdonald  Royaume-Uni
- Les Winners (Win Win) de Tom McCarthy  États-Unis

#### Documentary Premieres
- 64 cases pour un génie : Bobby Fischer (en) (Bobby Fischer Against the World) de Liz Garbus  États-Unis
- Becoming Chaz de Fenton Bailey et Randy Barbato  États-Unis
- Un flic pour cible (The Son of No One) de Dito Montiel  États-Unis
- Granito de Pamela Yates  États-Unis
- The Interrupters de Steve James (en)  États-Unis
- Magic Trip (en) d'Alison Ellwood et Alex Gibney  États-Unis
- Le Printemps de Téhéran : L'Histoire d'une révolution 2.0 (The Green Wave) d'Ali Samadi Ahadi (fa)  Allemagne  Iran
- Rebirth (en) de James Whitaker  États-Unis
- Ronald Reagan (en) (Reagan) d'Eugene Jarecki  États-Unis  Royaume-Uni
- These Amazing Shadows (en) de Paul Mariano et Kurt Norton  États-Unis

#### Spotlight
- Attenberg d'Athiná-Rachél Tsangári  Grèce
- La Dernière Piste (Meek's Cutoff) de Kelly Reichardt  États-Unis
- Incendies de Denis Villeneuve  Canada  France
- J'ai rencontré le Diable (Akmareul boatda) de Kim Jee-woon  Corée du Sud
- Kaboom de Gregg Araki  États-Unis
- Letters from the Big Man de Christopher Münch (en)  États-Unis
- Revenge (Hævnen) de Susanne Bier  Danemark
- Submarine de Richard Ayoade  Royaume-Uni
- Uncle Kent (en) de Joe Swanberg  États-Unis
- Les Vieux Chats (Gatos viejos) de Sebastián Silva et Pedro Peirano (es)  Chili  États-Unis
- Troupe d'élite 2 (Tropa de elite 2: o inimigo agora é outro) de José Padilha  Brésil

#### Park City at Midnight
- The Catechism Cataclysm (en) de Todd Rohal (en)  États-Unis
- Codependent Lesbian Space Alien Seeks Same (en) de Madeleine Olnek  États-Unis
- Hobo with a Shotgun de Jason Eisener (en)  Canada
- Le Monde de Corman : Exploits d'un rebelle hollywoodien (Corman's World: Exploits of a Hollywood Rebel) d'Alex Stapleton  États-Unis
- Septien de Michael Tully  États-Unis
- Silent House de Chris Kentis (en) et Laura Lau  États-Unis
- The Oregonian de Calvin Reeder  États-Unis
- The Troll Hunter (Trolljegeren) d'André Øvredal  Norvège
- The Woman de Lucky McKee  États-Unis

#### New Frontier
- !Women Art Revolution (en) de Lynn Hershman Leeson  États-Unis
- Bruegel, le Moulin et la Croix (The Mill and the Cross) de Lech Majewski  États-Unis
- Jess + Moss de Clay Jeter  États-Unis
- The Nine Muses de John Akomfrah  Royaume-Uni
- The Woods (en) de Matthew Lessner (en)  États-Unis

#### NEXT
- Bellflower d'Evan Glodell (en)  États-Unis
- The Lie (en) de Joshua Leonard  États-Unis
- Lord Byron (en) de Zack Godshall  États-Unis
- The Off Hours (en) de Megan Griffiths (en)  États-Unis
- Prairie Love de Dusty Bias  États-Unis
- Restless City d'Andrew Dosunmu  États-Unis
- Sound of My Voice de Zal Batmanglij  États-Unis
- To Get Her d'Erica Dunton  États-Unis

#### Autres
Collection
- Slacker (1991) de Richard Linklater  États-Unis

Indigenous Showcase
- Grab de Billy Luther (en)  États-Unis

## Palmarès
Source : site officiel du festival.

### Longs métrages
- Grand prix du jury :
  - U.S. Documentary : How to Die in Oregon (en)  États-Unis
  - U.S. Dramatic : Like Crazy  États-Unis
  - World Documentary : Hell and Back Again  Royaume-Uni
  - World Dramatic : Happy Happy  Norvège
- Prix du public :
  - U.S. Documentary : Buck  États-Unis
  - U.S. Dramatic : En secret  États-Unis
  - World Documentary : Senna  Royaume-Uni
  - World Dramatic : Kinyarwanda (en)  Rwanda
- Best of NEXT : To Get Her  États-Unis
- Prix de la mise en scène :
  - U.S. Documentary : Jon Foy pour Resurrect Dead: The Mystery of the Toynbee Tiles  États-Unis
  - U.S. Dramatic : Sean Durkin pour Martha Marcy May Marlene  États-Unis
  - World Documentary : James Marsh pour Le Projet Nim  Royaume-Uni
  - World Dramatic : Paddy Considine pour Tyrannosaur  Royaume-Uni
- Prix du scénario :
  - U.S. Dramatic : Sam Levinson pour Another Happy Day  États-Unis
  - World Dramatic : Erez Kav-El pour Boker Tov Adon Fidelman  Israël
- Prix du montage documentaire :
  - U.S. Documentary : Matthew Hamachek et Marshall Curry (en) pour If a Tree Falls: A Story of the Earth Liberation Front  États-Unis
  - World Documentary : Göran Olsson et Hanna Lejonqvist (sv) pour The Black Power Mixtape  Suède
- Prix de la photographie :
  - U.S. Documentary : Eric Strauss, Ryan Hill et Peter Hutchens pour The Redemption of General Butt Naked  États-Unis
  - U.S. Dramatic : Bradford Young pour Pariah  États-Unis
  - World Documentary : Danfung Dennis (en) pour Hell and Back Again  Royaume-Uni
  - World Dramatic : Diego F. Jimenez pour Todos tus muertos  Pologne
- Prix spéciaux :
  - U.S. Documentary : Being Elmo: A Puppeteer's Journey (en)  États-Unis
  - U.S. Dramatic : Another Earth  États-Unis
  - World Documentary : Position Among The Stars (en)  Pays-Bas
  - Prix spécial du jury de la révélation de l'année
    - U.S. Dramatic : Felicity Jones pour Like Crazy  États-Unis
    - World Documentary : Paddy Considine et Olivia Colman pour Tyrannosaur  Royaume-Uni

### Courts métrages
- Grand prix du jury : Brick Novax Pt 1 and 2
- Prix du public : Deeper Than Yesterday
- Mention spéciale de la mise en scène pour un court métrage : Choke, Diarchy, The External World, The Legend of Beaver Dam, Out of Reach et Protoparticles

### Autres prix
- Alfred P. Sloan Feature Film Prize – Another Earth
- Sundance/NHK International Filmmaker Award : Cherien Dabis pour May in the Summer
- Sundance Institute/Mahindra Global Filmmaking Award :
  - Bogdan Mustata pour Wolf  Roumanie
  - Ernesto Contrera pour I Dream In Another Language  Mexique
  - Seng Tat Liew pour In What City Does It Live?  Malaisie
  - Talya Lavie pour Zero Motivation  Israël